# Ali Rıza Pascià
Ali Rıza (turco ottomano: علي رضا پاشا; Istanbul, 1860 – Istanbul, 31 ottobre 1932) è stato un militare e politico ottomano.
Fu uno degli ultimi Gran visir dell'Impero Ottomano, sotto il regno dell'ultimo sultano ottomano Mehmed VI, tra il 14 ottobre 1919 e il 2 marzo 1920.

## Biografia
Nacque nel 1860 a Istanbul, figlio di un maggiore. Si è laureato presso il Collegio Militare Ottomano nel 1886. Ha ricoperto incarichi militari e amministrativi come quello di Wālī presso il Vilayet di Monastir nel 1903, dopo di che fu esiliato in Libia sotto la pressione esercitata dalla Russia, poiché il console russo della città era stato assassinato durante il suo mandato. Nel 1905 fu nominato governatore dello Yemen dove represse una rivolta. Con l'inizio della seconda era costituzionale nell'impero ottomano nel 1908, divenne ministro della guerra nel governo del gran visir Kıbrıslı Mehmed Kamil Pascià, ma dovette essere rimosso a causa delle obiezioni sollevate dal Comitato di Unione e Progresso. Fu rieletto allo stesso ministero nel gabinetto di Hüseyin Hilmi Pascià nel 1909, ma diede le sue dimissione a causa dell'incidente del 31 marzo. Fu nominato supervisore delle armate europee dell'Impero Ottomano, ma le guerre balcaniche scoppiarono prima ancora che avesse il tempo di assumere le sue funzioni. Mai favorito dal Comitato di Unione e Progresso, la sua carriera cedette al silenzio durante il regime del partito unico dell'Impero Ottomano durante la prima guerra mondiale. Fu nominato Gran Visir il 2 ottobre 1919, incarico che ricoprì per cinque mesi.
In termini di formazione efficace delle politiche da parte della restante struttura statale ottomana, il suo ufficio (così come quello del suo successore Hulusi Salih Pascià) è solitamente considerato come semplice intervallo tra i due uffici di Damat Ferid Pascià, il firmatario del Trattato di Sèvres.